# ワイルドオレイド風力発電所
ワイルドオレイド風力発電所（ワイルドオレイドふうりょくはつでんしょ、アメリカ英語、Wildorado Wind Ranch）とは、アメリカ合衆国のテキサス州の回廊地帯に設置されている、風力発電所の1つである。

## 解説
テキサス州の回廊地帯は、比較的いつでも安定して強い風が吹いている地域であり、2008年までの10年間に、この地域における風力利用は大きく伸びたと言われている

。
そして、このワイルドオレイド風力発電所が完成したのは、2007年のことである。テキサス州の回廊地帯で最大の都市であるアマリロの西方約40kmの所に約65km2の土地を確保し、そこに多数の風力タービン（風車）を設置し、2014年現在においても運転されている。充分な風が吹いている時に2.3 (MW)の出力が可能な風力タービンを並べて、合計約161 (MW)の出力が可能となっている

。
なお、この161 (MW)という電力は、アメリカ合衆国において5万世帯が必要とする電力を充分にまかなえる出力とされている。ちなみに、ワイルドオレイド風力発電所は、英語では「Wildorado Wind Ranch」と書くが、この「ranch」とは「農園」や「～園」といった意味の英語のアメリカ方言であり

、したがって日本語に直訳すると「ワイルドオレイド風の園」といった意味である。